# 新海
新海（拉丁语："Mare Novum"）是位于月球正面边缘的一处区域，该名称未被列入由国际天文联合会批准通过的现代月球表面特征列表。

## 命名
“新海”一名首次出现于弗朗茨于1313年发表的《月球四至景观》（Die Randlandschaften des Mondes）一书中第1301-1404号目录下。
在1935年由布莱格和穆勒发表的国际天文联合会首个官方确认的月球表面对象范围中，新海被列入第140a号目录下。
1959年10月，苏联月球3号拍摄到了新海区域，显示该月海是位于一座撞击坑的底部。1961年该撞击坑被命名为约里奥环形山。1964年在"亚瑟 D"的提议下，新海被宣布为只是约里奥环形山的一部分。